# Deterritorializzazione
Il termine deterritorializzazione indica una progressiva e generalizzata perdita di rilevanza della localizzazione di un territorio dato, sia per quanto riguarda le attività sia per quanto riguarda le relazioni umane.

## Descrizione
Questo termine viene utilizzato anche per indicare quel fenomeno che porta gli uomini ad allacciare legami non più in base ai confini nazionali ma in relazione a flussi economici o a interessi comuni. Ne consegue una nuova identità determinata non più da spiriti nazionalistici ma in funzione di interessi comuni.
Il termine ha trovato una peculiare applicazione nella filosofia di Gilles Deleuze-Félix Guattari, in particolare nell'opera Mille piani. Capitalismo e Schizofrenia. Vol. II, in cui il concetto di deterritorializzazione caratterizza il corpo senza organi nel suo farsi, dal punto di vista delle relazioni sociali, storiche ed economiche. 